# Hotel Kaiserhof
L'Hotel Kaiserhof era un hotel di lusso situato in Wilhelmplatz a Berlino, Germania. Si trovava di fronte alla Cancelleria del Reich in quello che allora era il distretto governativo di Berlino. Fu inaugurato nell'ottobre 1875 e distrutto da diversi bombardamenti aerei alleati il 23 novembre 1943.

## Storia
Il primo grand hotel di Berlino fu costruito dalla società Berlin Hotel AG (in seguito Berliner Hotelgesellschaft), fondata nel 1872. Lo studio di architettura berlinese von der Hude & Hennicke eseguì l'incarico dal 1873 al 1875. Pochi giorni dopo la cerimonia di apertura del 1° ottobre 1875, un grande incendio distrusse l'edificio, che riaprì nel 1876.
Il Kaiserhof offriva più di 260 camere, arredate in modo moderno e lussuoso. Fu il primo hotel di Berlino in cui ogni camera era dotata di una presa elettrica, un bagno e un telefono. Tutto l'arredamento proveniva originariamente dagli hotel Britannia e Donau di Vienna, falliti dopo l'Esposizione universale del 1873. L'hotel era inoltre dotato di riscaldamento a vapore e ascensori pneumatici e le cucine utilizzavano, per l'epoca, cucine a gas all'avanguardia. L'energia elettrica proveniva dalla seconda centrale elettrica di Berlino, recentemente costruita in Mauerstraße dalla Siemens & Halske. Annesso all'hotel c'era un caffè chiamato Café Bauer, gestito dal ristoratore viennese Mathias Bauer. L'hotel gestiva anche una cosiddetta cucina cittadina, un servizio di catering che consegnava piatti singoli e interi menu per gruppi più grandi fuori casa.
Fra i numerosi ospiti illustri si possono citare il primo ministro britannico Benjamin Disraeli, che vi soggiornò nel 1878, e Joseph Goebbels, Ernst Röhm e altri funzionari nazisti che si incontrarono al Kaiserhof mentre Hitler prestava giuramento come cancelliere.
Nel novembre 1939 la famiglia di Georg Elser fu imprigionata nell'hotel per essere interrogata allo scopo di scoprire se avessero contribuito al tentativo di assassinio di Hitler l'8 novembre al Bürgerbräukeller di Monaco. Il commerciante di caffè Ludwig Roselius occupava una suite di lusso nell'hotel e Barbara Goette si prese cura di lui per molti mesi fino alla sua morte, avvenuta il 15 maggio 1943.
Il 22 novembre 1943 l'hotel fu gravemente danneggiato dai bombardieri britannici durante un raid aereo su Berlino. Le rovine erano a Berlino Est dopo la divisione della città e furono poi completamente abbattute. L'attuale stazione Mohrenstraße sulla linea U2 della metropolitana di Berlino fu chiamata "Kaiserhof" dalla sua apertura nel 1908 fino al 1950. La stazione subì diversi cambi di nome prima di acquisire il nome attuale nel 1991.
Nel 1974 sul sito venne costruita l'ambasciata nordcoreana in Germania Est. La Germania Est cessò di essere uno stato nel 1990 e l'ambasciata chiuse. Tuttavia, nel 2001, il suo stato successore, la Repubblica Federale di Germania, ristabilì le relazioni diplomatiche con la Corea del Nord e l'ambasciata nordcoreana tornò ad occupare l'edificio. Dal 2004 fino alla sua chiusura nel 2020, l'annesso nella metà meridionale del sito fu affittato al Cityhostel Berlin, che pagò al governo nordcoreano una cifra stimata di 38.000 € al mese.